# Qingchuan

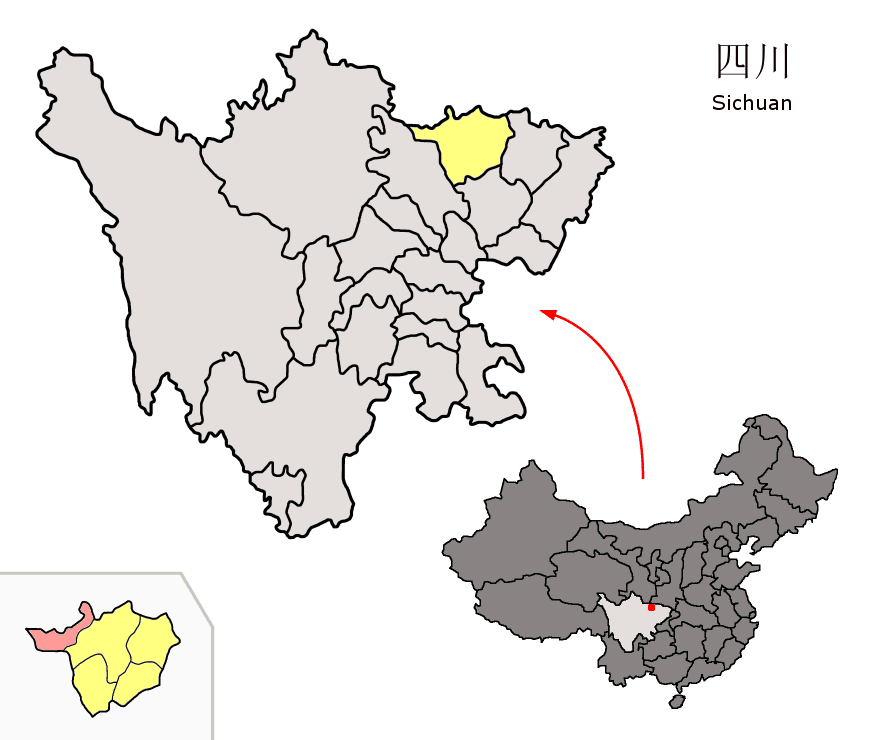
Lage des Kreises Qingchuan (rosa) in der bezirksfreien Stadt Guangyuan (gelb).

Qingchuan (chinesisch 青川县, Pinyin Qīngchuān Xiàn) ist ein Kreis der bezirksfreien Stadt Guangyuan in der chinesischen Provinz Sichuan. Er hat eine Fläche von 3.215 Quadratkilometern und zählt 156.387 Einwohner (Stand: Zensus 2020). Qingchuan liegt in einer seismisch sehr aktiven Zone und wurde vom Erdbeben in Sichuan 2008 stark getroffen.